# Neoconocephalus palustris
Neoconocephalus palustris är en insektsart som först beskrevs av Willis Blatchley 1893.  Neoconocephalus palustris ingår i släktet Neoconocephalus och familjen vårtbitare. Inga underarter finns listade i Catalogue of Life.